# Wschodni Mur

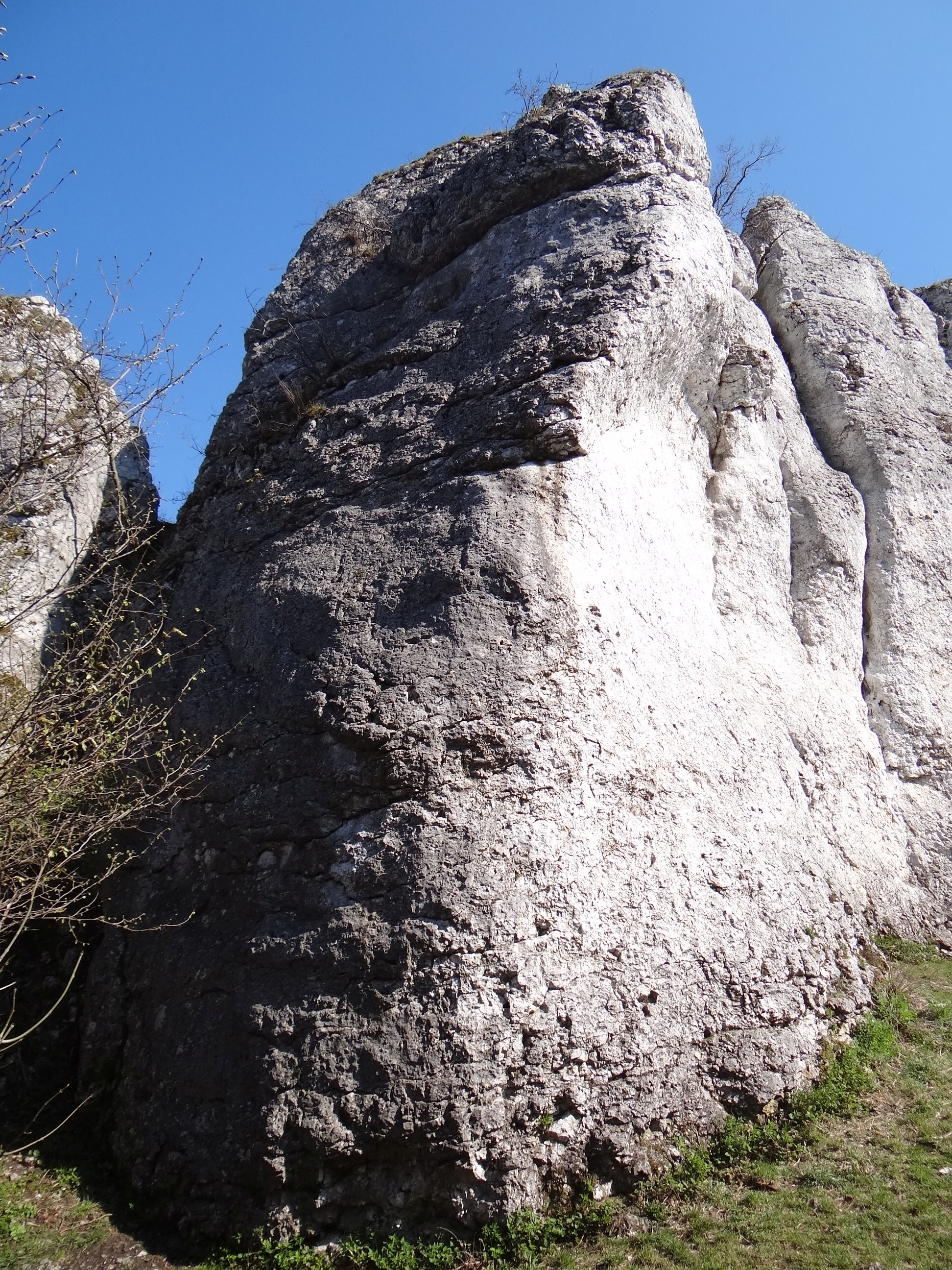

Wschodni Mur – ostaniec na wierzchowinie Wyżyny Olkuskiej. Znajduje się w grupie Słonecznych Skał na orograficznie prawym zboczu Doliny Szklarki, w obrębie miejscowości Jerzmanowice, w odległości około 2,2 km na południe od drogi krajowej nr 94 (odcinek z Krakowa do Olkusza). Należy do tzw. Ostańców Jerzmanowickich. Wszystkie ostańce wchodzące w skład Słonecznych Skał są pomnikami przyrody.
Wschodni Mur znajduje się na otwartym terenie na północnym końcu wschodniego muru Sokołowych Skał. Tworzy skalny mur o długości około 60 m i wysokości 10–14 m. Podobnie jak pozostałe Słoneczne Skały zbudowany jest z twardych wapieni skalistych. Ma ściany połogie, pionowe lub przewieszone z filarami, kominami i zacięciami.

## Drogi wspinaczkowe
Na Wschodnim Murze uprawiana jest wspinaczka skalna. Łącznie są na nim 24 drogi wspinaczkowe o trudności od III do VI.4+ w skali polskiej. Ściany wspinaczkowe o wystawie zachodniej i północno-zachodniej. Niemal wszystkie mają zamontowane stałe punkty asekuracyjne: ringi (r) i stanowiska zjazdowe (st) lub dwa ringi zjazdowe (drz).
Wschodni Mur I
1. UVA; 3r + st, VI.1+, 10 m
2. UVB; 3r + st, VI.2+, 10 m

Wschodni Mur II
1. Łokieć szachisty; 3r + drz, VI+, 11 m
2. Niepotrzebni mogą podejść; VI, 13 m

Wschodni Mur III
1. Jezioro Ochydzkie; 6r + st, V, 14 m
2. Prywatyzacja; 6r + st, VI.1, 14 m
3. Szklana pułapka; 6r + st, VI+, 14 m

Wschodni Mur IV;
1. Juanita; 6r + st, V+, 14 m
2. Filarek Gucia; 4r + st, V, 13 m

Wschodni Mur V
1. Kwiaty we włosach; 4r + ST VI, 13 m
2. Odcinek dla świnek; 5r + DRZ VI.4/4+, 13 m
3. Epoksydowy mutant; 7r + ST VI.1+, 14 m
4. Helmuth Zębatka; 5r + ST VI.1, 13 m
5. Rysa palantów; VI, 13 m
6. Lewa palantówka; 5r + st, VI.1+, 13 m
7. Prawa palantówka; 5r + st, VI.1, 13 m
8. Stara droga; 5r + st, VI+, 13 m
9. Businessman can; 5r + st, VI.1+, 13 m
10. Szkody górnicze; 4r + st, VI.1, 13 m
11. Trzy dupne psy na szperplacie; 4r + st, VI.1, 12 m
12. Autoratownicza; III, 12 m
13. Prezent urodzinowy; 3r + st, VI.3+, 10 m
14. Bałwanek zdobędzie wiosnę; 4r + st, VI.1, 12 m
15. Krótszy komin; III, 12 m[4].